# Rosny Kayiba
Rosny Kayiba, née le 24 février à Kinshasa, en République démocratique du Congo, est une chantre et ambassadrice du Maajabu Gospel.

## Carrière musicale
C'est à ses cinq ans que Rosny Kayiba commence sa carrière de musique, en tant que choriste dans la chorale de l'église Elikya à Fepaco Nzambe Malamu de Lemba.
Elle va très tôt manifester sa passion pour la musique avant de partir s’installer aux Pays-Bas en 2011, où  elle poursuit ses études en gestion financière d’entreprise.
C'est en sortant son premier single la version lingala d'imela de Nathaniel Bassey et Enitan Adaba intitulée Matondo en 2016 que Rosny kayiba signe son nom dans la liste des musiciens gospel congolais, avant d'enregistrer son sigle  « mon meilleur ami », qui l'a rendu célèbre,,,,,,.

## Titres
- Mon meilleur ami
- Nazo Bondela Yo[8]